# Thalassophryne punctata
Thalassophryne punctata is een straalvinnige vissensoort uit de familie van kikvorsvissen (Batrachoididae). De wetenschappelijke naam van de soort is voor het eerst geldig gepubliceerd in 1876 door Franz Steindachner.
De soort is giftig. Ze komt voor bij Brazilië (het specimen van Steindachner in het Naturhistorisches Museum Wien was afkomstig uit Bahia).